# Nornik tajwański
Nornik tajwański (Alexandromys kikuchii) – gatunek ssaka z podrodziny karczowników (Arvicolinae) w obrębie rodziny chomikowatych (Cricetidae).

## Zasięg występowania
Nornik tajwański występuje endemicznie w surowych pasmach górskich we wschodnim Tajwanie.

## Taksonomia
Gatunek po raz pierwszy zgodnie z zasadami nazewnictwa binominalnego opisał w 1920 roku japoński ornitolog i teriolog Nagamichi Kuroda nadając mu nazwę Microtus kikuchii. Holotyp pochodził z Yu Shan, na wysokości 10000 ft (3048 m), w Tajwanie.
Umieszczany w podrodzaju Alexandromys lub w rodzaju Volemys. Corbet i Hill w 1992 roku sugerowali ścisłe pokrewieństwo z nornikiem wschodnim (A. fortis) na podstawie podobieństw w budowie zębów trzonowych. Analiza filogenetyczna sekwencji cytochromu b przeprowadzona przez Conroya i Cooka w 2000 roku wsparła hipotezę, według której nornik tajwański jest taksonem siostrzanym nornika północnego (A. oeconomus) w kladzie obejmującym jeszcze nornika wschodniego, nornika japońskiego (A. montebelli) i nornika tundrowego (A. middendorffii). Ponadto kariotyp (2n = 30, FN = 52) podobny jest do kariotypów A. montebelli i A. oeconomus. Autorzy Illustrated Checklist of the Mammals of the World uznają ten takson za gatunek monotypowy.

### Etymologia
- Alexandromys: Boyd Alexander (1873–1910), oficer British Army, podróżnik ornitolog[12]; gr. μυς mus, μυος muos „mysz”[13].
- kikuchii: Yonetaro Kikuchi (1869–1921), japoński kolekcjoner z Tajwanu[14].

## Morfologia
Długość ciała (bez ogona) 100–140 mm, długość ogona 80–98 mm; masa ciała samic średnio 37 g, samców średnio 43,2 g.

## Ekologia
Zamieszkuje górskie lasy, w których dominują bambusy. Występowanie ograniczone jest do wysokości 3000–3670 m n.p.m. Ekologia i stan populacji słabo poznane.

## Status
W Czerwonej księdze gatunków zagrożonych Międzynarodowej Unii Ochrony Przyrody i Jej Zasobów został zaliczony do kategorii NT (podwyższonego ryzyka). W przeszłości zagrożeniem dla tego gatunku było wylesianie, lecz obecnie nie są znane zagrożenia dla populacji tego ssaka.